# Ḩoseynābād (ort i Kurdistan)
Ḩoseynābād (persiska: حَسَنابادِ مُحَمَّد نَظَر, حَسَنابادِ كُهنِه, حسین آباد, Ḩasanābād-e Moḩammad Naz̧ar, حسن آباد) är en ort i Iran.   Den ligger i provinsen Kurdistan, i den nordvästra delen av landet, 300 km väster om huvudstaden Teheran. Ḩoseynābād ligger 1 808 meter över havet och antalet invånare är 232.
Terrängen runt Ḩoseynābād är platt norrut, men söderut är den kuperad.Runt Ḩoseynābād är det ganska tätbefolkat, med 80 invånare per kvadratkilometer. Närmaste större samhälle är Sū Tappeh, 4,0 km sydväst om Ḩoseynābād. Trakten runt Ḩoseynābād består till största delen av jordbruksmark.